# 杜布罗夫尼克纪念室

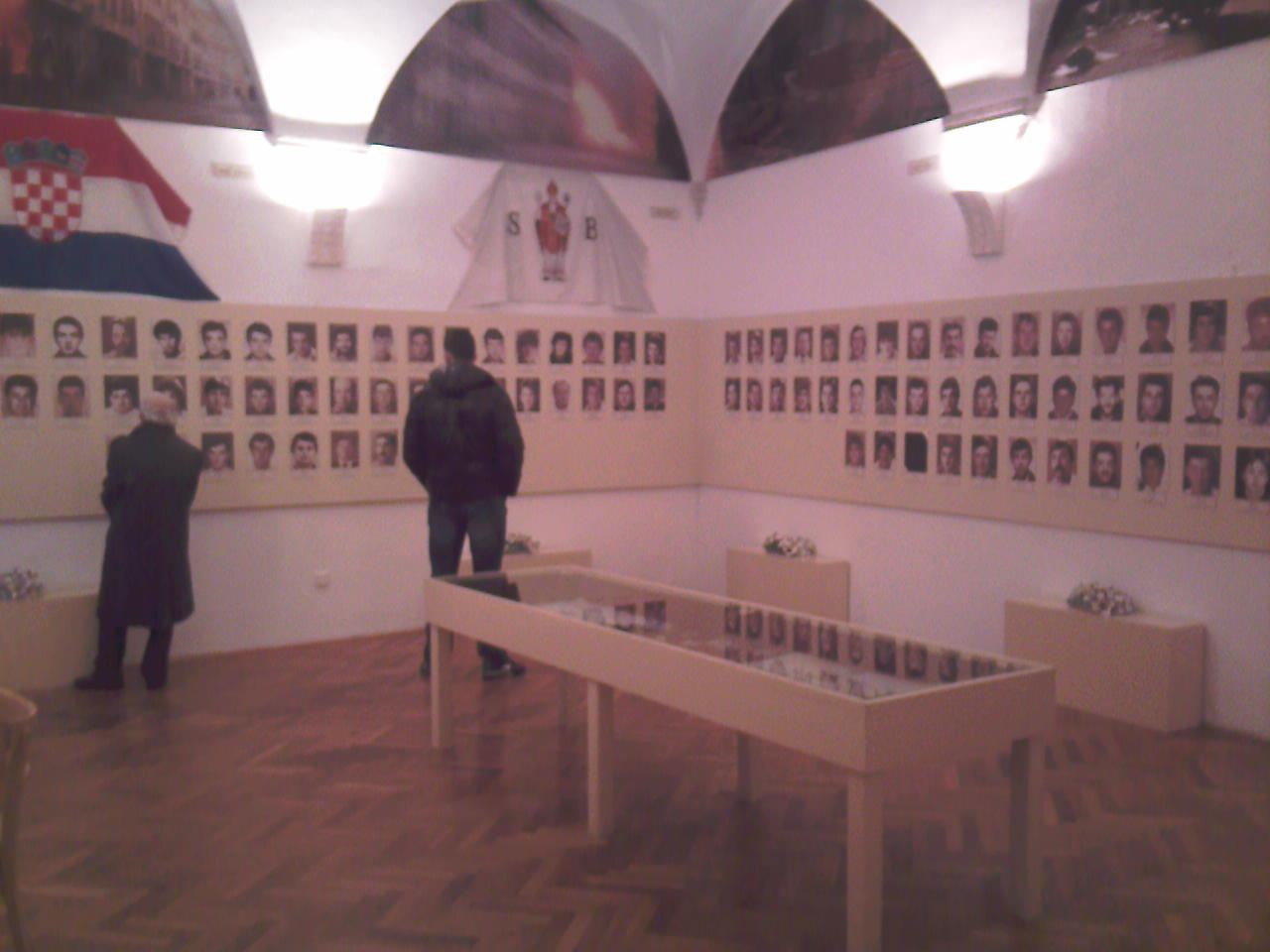
mini

杜布罗夫尼克纪念室（Spomen soba u Dubrovniku）设于克罗地亚杜布罗夫尼克的斯蓬扎宫，里面有 1991/1992 年杜布罗夫尼克围城战期间阵亡士兵的照片和姓名。 

## 历史
1997年，杜布罗夫尼克市提议，为阵亡的杜布罗夫尼克保卫者建立纪念室。2000年9月，决定将杜布罗夫尼克阵亡老兵纪念室设在斯蓬扎宫的底楼。杜布罗夫尼克的国家档案馆安排了这个空间。2004年11月，杜布罗夫尼克市安排了一个新的空间，开设新的杜布罗夫尼克阵亡老兵纪念室，展出克罗地亚独立战争的文物。